# Helicometra
Helicometra är ett släkte av plattmaskar. Helicometra ingår i familjen Opecoelidae.
Kladogram enligt Catalogue of Life:
| Helicometra | \| \| Helicometra elongata \| \| \| \| \| \| Helicometra pretiosa \| \| \| \| |
|             | \| \| Helicometra elongata \| \| \| \| \| \| Helicometra pretiosa \| \| \| \| |
|             | Helicometra elongata                                                          |
|             |                                                                               |
|             | Helicometra pretiosa                                                          |
|             |                                                                               |